# Niu Ailan

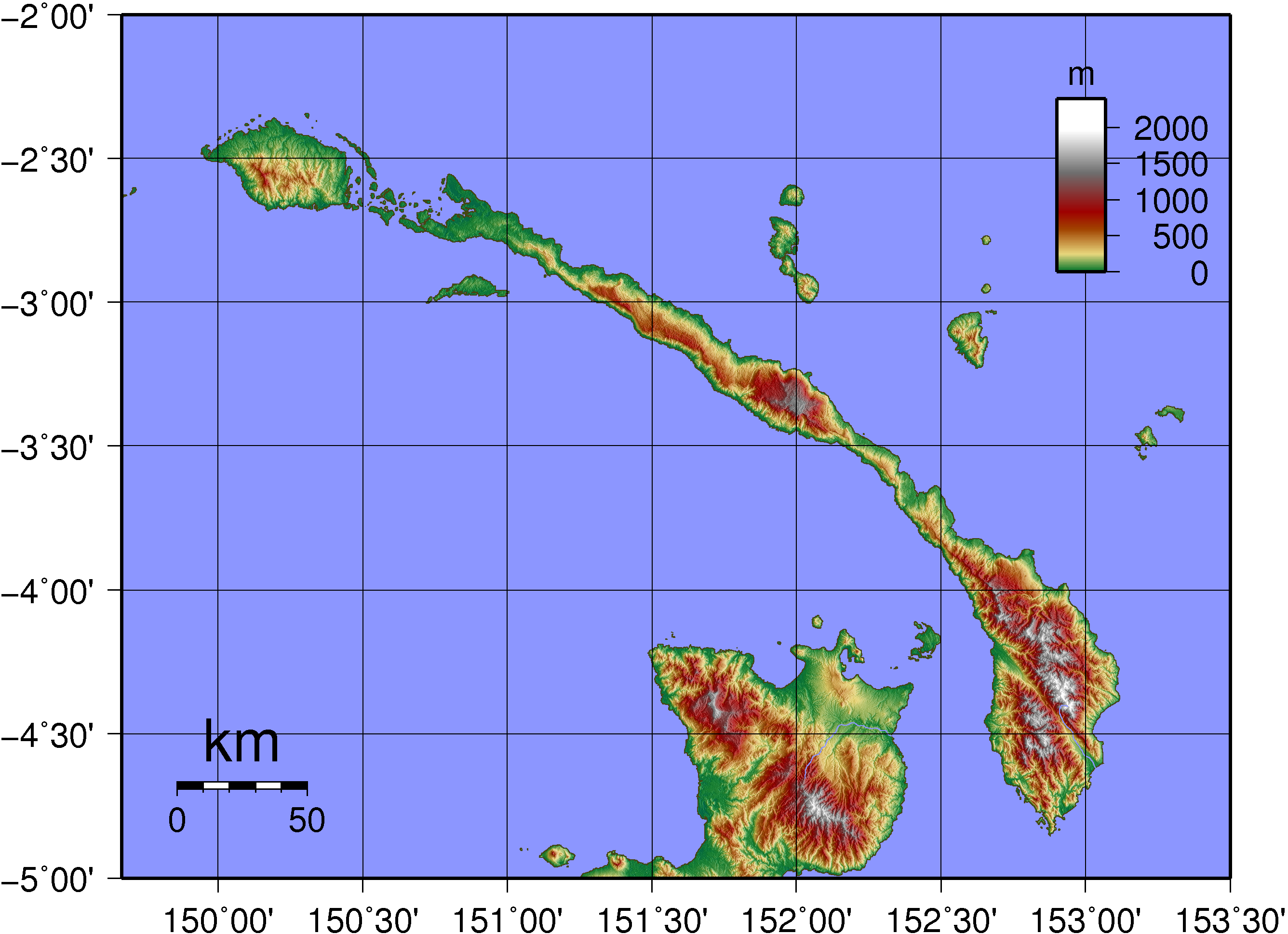
Topografisk karta.

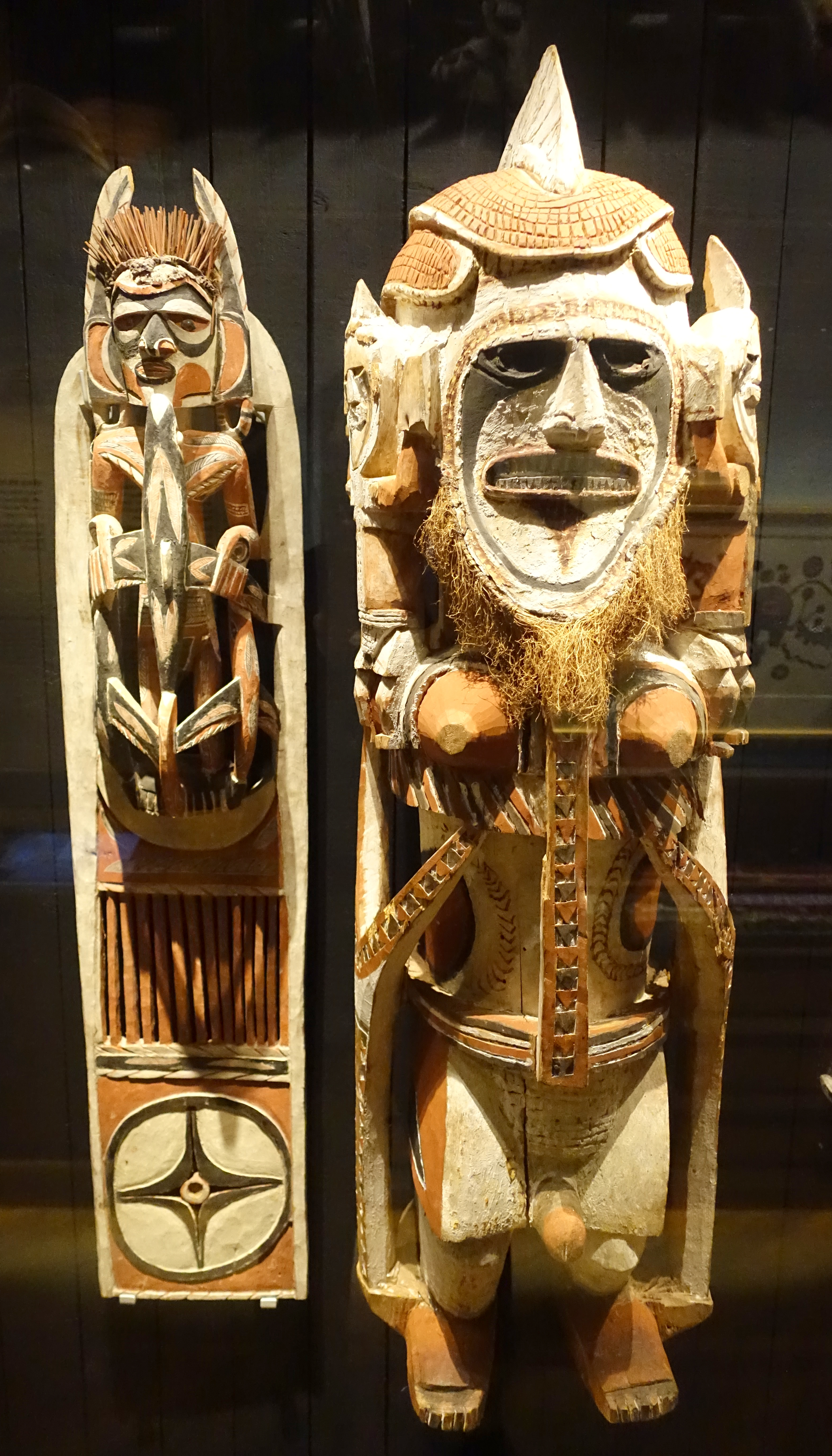
Två träfigurer från Nya Irland, utställda på Etnografiska museet i Stockholm, 2014. Figuren till vänster är en malangan (1915.02.0772) och till höger en uli (1915.02.0763).

Niu Ailan eller New Ireland (på svenska Nya Irland, tidigare: Neu Mecklenburg, Nya Mecklenburg) är den näst största ön i Bismarckarkipelagen i västra Stilla havet och tillhör Papua Nya Guinea.

## Historia
Ön har troligen bebotts av melanesier sedan cirka 1500 f.Kr. De utforskades av nederländske kaptenerna Jacob Le Maire och Willem Corneliszoon Schouten år 1616.
Området hamnade 1885 under tysk överhöghet som del i Tyska Nya Guinea varpå ön döptes om till Neu Mecklenburg och hela området till Bismarckarkipelagen. Området förvaltades till en början av handelsbolaget Neuguinea-Compagnie som byggde upp en lönande handel med Kopra. Under den tiden byggdes även öns centrala väg Boluminski Highway som döptes efter dåvarande förvaltaren.
Efter första världskriget hamnade området under australiensisk kontroll och Australien fick senare även officiellt mandat för hela Bismarckarkipelagen av Förenta Nationerna. 
Mellan åren 1942 och 1945 ockuperades området av Japan, men återgick sedan till ett australiensiskt förvaltningsmandat fram till Papua Nya Guinea blev självständigt 1975.

## Geografi
Niu Ailan utgör en del av New Ireland-provinsen och ligger cirka 750 km nordost om Port Moresby. Ön är av vulkaniskt ursprung och har en area om cirka 7 400 km² och är cirka 360 km lång och mellan 10 och 40 km bred. Den högsta höjden är Mount Taron / Lambel på cirka 2 380 m ö.h.
Befolkningen uppgår till cirka 120 000 invånare. Huvudorten Kavieng ligger på öns norra del.
Niu Ailans flygplats heter också Kavieng (flygplatskod "KVG") och ligger nära staden.